# محمود جعفری (شاعر)
محمود جعفری (زاده ۱۳۵۷ - قره‌باغ - غزنی) نویسنده و شاعر از هزاره افغانستان است.

## زندگی نامه
محمود جعفری زاده ۱۳۵۷ از ولسوالی قره‌باغ غزنی افغانستان است. وی تحصیلات ابتدایی خود را در مدارس اطراف زادگاه خویش خواند و بعدها به ایران مهاجرت کرد. وی تحصیلات خود را در شهر قم ادامه داد و در دههٔ هفتاد دوباره به افغانستان بازگشت و بعدها توانست در موسسهٔ تحصیلات عالی کاتب مدرک لیسانس خود را کسب کرد.

## آثار
آثار منتشر شده از محمود جعفری:
- کلید خنده (طنز و فکاهی) ۱۳۸۱
- پروازهای منحنی (مجموعهٔ شعر) ۱۳۸۲
- آموزش شعر (چاپ اول: ۱۳۸۵) - (چاپ دوم:۱۳۸۷)
- راهنمای نویسندگی ۱۳۸۶
- شعر سپید چیست؟ ۱۳۸۶
- عطر لیمو (مجموعهٔ شعر)
- مرثیهٔ آفتاب (مجموعهٔ شعر)
- بگذارید این وطن دوباره وطن شود (گزیده شعر معترض افغانستان)
- الف آخر (مجموعهٔ شعر)
- باغ در آینه (مجموعهٔ نقدهای ادبی)
- آسیب‌شناسی ادبیات و فرهنگ در افغانستان
- فرهنگ‌نامهٔ ادبی (معنی‌شناسی برخی از اصطلاحات و موضوعات ادبی)